# خوان مانوئل فرناندز
خوان مانوئل فرناندز (انگلیسی: Juan Fernández؛ زادهٔ ۲۲ ژوئیهٔ ۱۹۹۰) بازیکن بسکتبال اهل آرژانتین است.
وی در مسابقات کشوری و بین‌المللی در مجموع برندهٔ ۱ مدال طلا، ۱ مدال برنز شده‌است.